# Ernesto Cavallini
Ernesto Cavallini (Milán, 1807 — Milán, 1874), fue un clarinetista y compositor italiano.

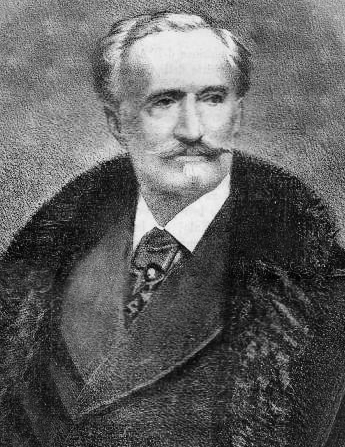
Ernesto Cavallini.

Recorrió los principales países de Europa, siendo muy aplaudido por su talento y maravillosa técnica. Fue integrante de la orquesta Alía Scala de Milán y en 1852 se traslada a San Petersburgo, como profesor de clarinete en el Conservatorio y tocaba, además, en la capilla real y en el teatro imperial. Al regresar a su patria en 1867, obtuvo el puesto de profesor de clarinete en su ciudad natal. Compuso para su instrumento gran número de piezas que se distinguen por su elegancia y corrección, entre las que figuran: variaciones, conciertos, fantasías y caprichos que destacan entre todos los de su grado.
- Datos: Q783464
- Multimedia: Ernesto Cavallini / Q783464